# 柴宿站
柴宿車站（日语：／ Shibajuku eki */?）是東日本旅客鐵道（JR東日本）大船渡線沿線的鐵路車站，位於岩手縣一關市東山町。
車站地理位置正好位於大船渡線鍋狀迂迴路線上、鍋底位置靠西面的角落。

## 車站構造
側式月台1面1線的地面車站。氣仙沼站管理的無人站。

## 車站週邊
- 幽玄洞（鍾乳洞）
- 產直中心季節館與公共廁所（稍作步行即可抵達）

## 歷史
- 1962年5月15日 - 設站。
- 1987年4月1日 - 日本國鐵分割民營化後成為JR東日本的車站。
- 2011年2月23日- 站區內外指示燈更換及增設，由原本的3個增至6個。

## 相鄰車站
東日本旅客鐵道
■大船渡線
猊鼻溪－柴宿－摺澤

## 外部連結
- JR東日本－柴宿站 （页面存档备份，存于）（日語）

38°59′48.85″N 141°16′20.58″E / 38.9969028°N 141.2723833°E